# Боккати, Джованни

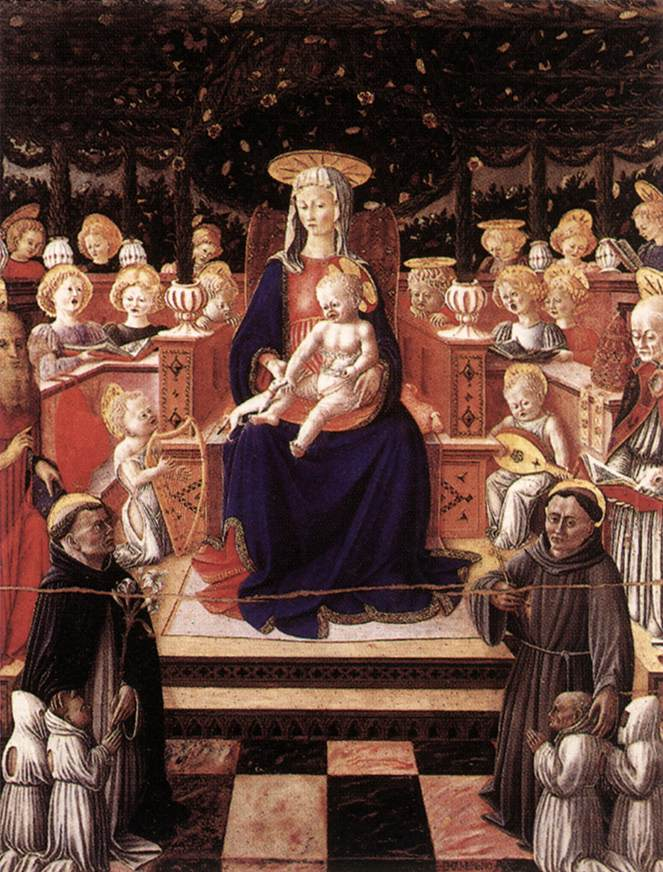
Дева и дитя со святыми. 1447 год. Национальная галерея Умбрии, Перуджа.

Джованни Боккати (итал. Giovanni Boccati; ок. 1420, Камерино — 1487) — итальянский художник, также известен под именами Боккатис, или Боккато да Камерино.
Вместе с Джованни Анджело д’Антонио работал в 1443 году во Флоренции в мастерской Фра Филиппо Липпи.
Работал в Умбрии. Принял гражданство Перуджи в 1445 году.
В 1467 году по заказу Федериго III Монтефельтро выполнял фресковую роспись нового герцогского дворца в Урбино.
В раннем творчестве видно влияние Липпи, Фра Анджелико, Уччелло. Позднее — Доменико ди Бартоло.
В последний раз упоминается в документах в 1480 году.